# Édulcorant
 (février 2023).

Molécule d'aspartame.

Un édulcorant est un produit ou une substance ayant un goût sucré. 
Le terme « édulcorant » fait parfois référence à des ingrédients destinés à changer le goût d’un aliment ou d’un médicament en lui conférant une saveur sucrée. 
Certains édulcorants n'apportent pas de calories, d'autres moins que le sucre de table (saccharose), d'autres ont l’avantage de ne pas être cariogènes et certains sont plus sucrés que le sucre.

## Typologie
Un édulcorant est « une substance qui donne une saveur douce ». Le miel, le sirop d'érable, le sirop d'agave, l'aspartame, la saccharine, l'acésulfame K, le sucralose ou encore le maltitol sont des édulcorants.
Le mot « édulcorant » s'emploie souvent pour désigner des produits qui donnent une saveur sucrée sans apporter de calories, ou qui apportent moins de calories que le sucre.
Parmi ces édulcorants, on en distingue deux types :
- Les édulcorants intenses : ils ont un pouvoir sucrant élevé (le pouvoir sucrant du sucre de table est de 1).
- Les édulcorants de charge (notamment polyol) : ils ont un pouvoir sucrant assez proche de celui du sucre de table (de 0,5 à 1,4) ; ils sont utilisés notamment dans de nombreux chewing-gums et confiseries.

Le pouvoir sucrant est un nombre sans unité : il est obtenu par le rapport de deux grandeurs exprimées dans la même unité (masse ou concentration). À la même saveur sucrée, le rapport entre la masse (gramme) de saccharose et de substance sucrée présente dans une solution aqueuse donne un pouvoir sucrant basé sur la masse. De même, le pouvoir sucrant peut être calculé sur le rapport de la concentration molaire C (mol/L) des deux espèces. Il faut préciser l'origine de la comparaison, masse ou concentration. La comparaison peut se faire à faible concentration (seuil de reconnaissance) ou forte concentration (10 %) habituellement utilisée dans l'alimentation,.
Les recherches en biochimie indiquent qu'établir un parallèle pertinent entre perception du goût et apport calorique n'est pas fondé scientifiquement. Par exemple, le pouvoir sucrant est différent d'un sucre à l'autre. Il est différent selon les espèces de primates. Certains sucres ne sont pas assimilables par l'organisme et permettent de sucrer un aliment en évitant l'apport énergétique. Certains composés qui ne sont pas des sucres peuvent avoir un pouvoir sucrant (l'aspartame par exemple).
Les édulcorants sont aussi classés par leur activité cariogène. Ainsi, certains édulcorants, comme le saccharose, favorisent la formation des caries dentaires, d'autres comme l'isomaltulose sont considérés comme peu ou pas cariogènes.

## Histoire
On trouve un édulcorant dans l'antiquité : le Sapa, qui provenait de vin fermenté cuit dans un récipient en plomb, et qui produisait des cristaux blancs d'acétate de plomb au goût sucré.
En 1841-1855, on découvre la thaumatine (une protéine) ; en 1879-1880 : la saccharine ; en 1884 : la dulcine ; en 1937 : le cyclamate ; en 1957 : l'isomalt et l'isomaltulose ; en 1963 : la néohespéridine dihydrochalcone ; en 1965 : l'aspartame ; en 1967 : l'acésulfame K ; en 1976 : le sucralose (un dérivé du saccharose) ; 
En 1994, paraît la directive européenne 94/35/CE concernant les édulcorants.

## Question de l'innocuité des édulcorants intenses
En dehors des édulcorants comme le sucre de table, cible de critiques fréquentes, les édulcorants intenses font l'objet de méfiance. Ils sont cependant employés et plébiscités par une partie de la population[réf. souhaitée].
Les édulcorants intenses présentent plusieurs avantages. Ils permettent d'obtenir un goût sucré sans apport calorique. Ils sont donc utiles dans le cadre d'un régime hypocalorique, d'un régime de maintien du poids corporel, ou pour les personnes diabétiques : la consommation de saccharose leur est en général déconseillée. Ils sont pratiques d'emploi, présentés sous des formes facilement utilisables (tablettes, poudre, etc.).
Toutefois, ils sont parfois déconseillés par des diététiciens ou des nutritionnistes. La raison évoquée le plus souvent est qu'ils entretiendraient le goût pour le sucre et qu'ainsi, les consommateurs réguliers auront tendance à choisir des produits plus sucrés, ce qui favorise l'obésité. En dépit de leur apport calorique nul, ils peuvent entraîner, étant donné leur saveur sucrée, une réponse de l'insuline, quoique faible.  Chez les diabétiques de type 2, par exemple, ce n'est pas souhaitable en dehors des repas.
Les édulcorants intenses ont fait l'objet de très nombreuses études. Les détracteurs de ces produits font remarquer que ces études sont en partie financées par l'industrie productrice de ces édulcorants, en particulier pour l'aspartame (commercialisé sous différents noms), qui aurait été agréé par la Food and Drug Administration (FDA) aux États-Unis en 1974 dans des conditions douteuses. Il sera suspendu en 1975, puis autorisé à nouveau en 1981, avec l'intervention de personnalités politiques comme Donald Rumsfeld. Le soutien de l'industrie alimentaire est manifeste, pour un marché estimé à plus d'un milliard de dollars par an. 
Les détracteurs de ces produits mettent également en avant qu'on ne connaît pas les conséquences du mélange de plusieurs édulcorants ; l'aspartame et l'acésulfame-K sont fréquemment employés ensemble. À des températures élevées, l'aspartame se transforme rapidement en méthanol, avec des effets neurotoxiques.
Un certain nombre d'idées reçues circulent. La consommation a débuté massivement en 1981, et qu'on a un recul suffisant aujourd'hui pour constater les problèmes de santé.
L'aspartame est, en principe, déconseillé aux enfants, ou en cas d'antécédents allergiques. Il doit impérativement être évité par les phénylcétonuriques, personnes souffrant d'une maladie génétique rare, la phénylcétonurie, due à un défaut phénylalanine hydroxylase. Elle peut entraîner un retard mental (oligophrénie phénylpyruvique) causé par un excès de phénylalanine, dont l'aspartame est une source. En revanche, la phénylalanine en elle-même ne pose pas de problèmes reconnus pour la population générale : c'est un acide aminé présent à l'état naturel dans de nombreux aliments.
En 1991, la FDA a interdit l’importation de la stévia aux États-Unis. Une vaste campagne, soutenue par le Japon (le premier consommateur au monde), a été lancée pour lever cet interdit américain. Sous la pression des consommateurs, la FDA a autorisé, en 1995, la vente de la stévia à titre de supplément alimentaire, et, en décembre 2008, approuvé deux produits édulcorants dérivés de la stévia, le Truvia de Coca-Cola et le PureVia de PepsiCo. Au Canada, son usage est toujours interdit comme additif alimentaire (en 2013, on en trouve dans certains produits, fabriqués au Canada et vendus au Canada) et dans certains pays membres de l’Union européenne ; la France ne l'a autorisé que le 8 janvier 2010.
Le 15 mai 2023, l'OMS déconseille l'utilisation d'édulcorants. Elle s'appuie sur une étude systématique qui montre l'absence d'avantages et une possible augmentation des risques de diabète et de maladies cardio-vasculaires en cas d'utilisation à long terme.

### Édulcorants employés dans l'alimentation
Il existe de nombreuses molécules ayant un pouvoir sucrant plus ou moins élevé ; peu sont autorisées et réellement employées en alimentation humaine. Les substances utilisées et autorisées en Europe pour donner une saveur sucrée aux denrées alimentaires sont régies par la Directive européenne 94/35/CE et possède un numéro E,.
Les édulcorants intenses font l'objet d'une dose journalière admissible (DJA) : une consommation allant jusqu'à cette dose est considérée comme sûre par les instances officielles. Dans la pratique et pour la population générale, la consommation d'édulcorants intenses est bien inférieure à la DJA. La DJA est exprimée en milligrammes d'édulcorant par kilogramme de poids corporel. Par exemple, la DJA d'aspartame est de 40 mg/kg, soit pour une personne de 60 kg : 40 x 60 = 2 400 mg.
Dans les listes ci-dessous, le pouvoir sucrant est donné à titre indicatif.

#### Édulcorants intenses
- Acésulfame potassium (E950). Pouvoir sucrant de 200[18]. DJA de 15 mg/kg[19].
- Alitame (E956). Dipeptide de pouvoir sucrant de 2 000[20]. DJA Europe[20].
- Aspartame (E951). Dipeptide de pouvoir sucrant de 200[21]. DJA 40 mg/kg[22].
- Cyclamate (E952). Pouvoir sucrant de 30-40[21]. DJA de 7 mg/kg[23].
- Néotame - Dipeptide de pouvoir sucrant 7 000-13 000 fois (à poids égal) supérieur au saccharose[24]. DJA 2 mg/kg[24].
- Saccharine (E954). Pouvoir sucrant de 300-500[21]. DJA 5 mg/kg[25].
- Sel d'aspartame-acésulfame (E962). Pouvoir sucrant de 250[26].
- Sucralose (E955). Pouvoir sucrant de 600[27]. DJA de 15 mg/kg[28].
- Thaumatine (E957) - Protéine de pouvoir sucrant 2 000 à 3 000 fois supérieur au saccharose (à poids égal)[29].

#### Polyols
Un polyol ou polyalcool est un composé organique caractérisé par un certain nombre de groupes -OH (groupes hydroxyles). Ils sont considérés comme des édulcorants de masse et de pouvoir sucrant inférieurs ou égaux au saccharose.

#### Autres édulcorants
Il existe d'autres édulcorants intenses et de charges, mais moins employés dans l'alimentation, soit par manque de réglementation (Mabinline), soit en raison de leur interdiction en Europe (contrairement au Japon ou aux États-Unis, dans le cas de la stévia), soit parce qu'il ne sont pas commercialement disponibles (brazzéine) ou parce que leur usage en est limité (glycyrrhizine).
En voici une liste, non exhaustive :
- Brazzéine - Protéine, pouvoir sucrant de 500 à 2 000 fois supérieur au saccharose (à poids égal)[30] ;
- Curculine - Protéine, pouvoir sucrant 550 fois supérieur au saccharose (à poids égal)[31],[32] ;
- Glycyrrhizine - Pouvoir sucrant 170 fois supérieur au saccharose (à poids égal)[33] ;
- Hydrolysat d'amidon hydrogéné - Pouvoir sucrant 0,4 à 0,9 fois (à poids égal), 0,5 à 1,2 fois (à pouvoir calorique équivalent) supérieur au saccharose ;
- Mabinline - Protéine, pouvoir sucrant 100 à 400 fois (à poids égal) supérieur au saccharose[34] ;
- Miraculine - Protéine, qui n'est sucré qu'en milieu acide[35] ;
- Monelline - Protéine, pouvoir sucrant 1 500-2 000 fois (à poids égal) supérieur au saccharose[36] ;
- Pentadine - Protéine, pouvoir sucrant 500 fois (à poids égal) supérieur au saccharose[37] ;
- Stévia - Plante au pouvoir sucrant 250-300 fois (à poids égal)[38] supérieur au saccharose, utilisé au Japon et dans d'autres pays. Autorisée en France depuis le 8 janvier 2010[15] ;
- Tagatose - Ose au pouvoir sucrant 0,92 fois (à poids égal)[39], 2,4 fois (à pouvoir calorique équivalent) supérieur au saccharose ;
- Tréhalose - Diholoside, pouvoir sucrant de 0,45[40] ;
- Isomaltulose - Diholoside au pouvoir sucrant de 0,42[41] ;
- Érythritol (vendue sous le nom commercial de Zerose), effet rafraîchissant en bouche ;
- Xylitol, pouvoir sucrant proche de 1, effet rafraîchissant en bouche.